# Solovn
En solovn er en konstruktion som anvendes til at samle solens stråler (solenergi) for at få høje temperaturer.
Odeillo-solovnen er konstrueret af 144 spejlplader, som koncentrerer solens energi på et punkt på 30 kvadratcentimeter